# Polygone satyre
Polygonia satyrus
Espèce
Le Polygone satyre (Polygonia satyrus) est une espèce de lépidoptères de la famille des Nymphalidae, de la sous-famille des Nymphalinae, de la tribu des Nymphalini et du genre Polygonia.

## Dénomination
Polygonia satyrus a été nommé par William Henry Edwards en 1869.
Synonymes : Nymphalis satyrus (Edwards, 1869) ; Grapta satyrus Edwards, 1869 ; Polygonia satyrus Dyar, 1903.

### Sous-espèces
- Polygonia satyrus satyrus
- Polygonia satyrus neomarsyas (dos Passos, 1969)
- Polygonia satyrus transcanada (Scott & Kondla, 2006)

### Noms vernaculaires
Le Polygone satyre se nomme Satyr Anglewing en anglais.

## Description
Le Polygone satyre est un papillon aux ailes très découpées, comme tous les Polygonia. Le dessus est de couleur fauve orange brillant à bordure marron avec une ornementation de quelques taches marron en forme de losanges formant des bandes près du bord costal des antérieures alors que les postérieures comportent une partie basale marron.
Le revers, finement strié de marron clair et foncé, est une livrée cryptique, faisant passer le Polygone satyre pour une feuille morte. La marque argentée à l'aile postérieure est en forme de virgule.
Son envergure est comprise entre 45 et 64 mm,,.

### Chenille
La chenille noire est ornée de lignes verdâtres sur les flancs, de marques en forme de chevrons sur le dos et d'épines ramifiées noires sur le dos, blanches sur les flancs,.

## Biologie

### Période de vol et hivernation
Le Polygone satyre vole d'avril à octobre en une génération par an. L'imago émerge en août, vole jusqu'en octobre, hiverne et se réveille au printemps en avril ou même plus tôt en cas de journées ensoleillées. Il vole jusqu'en mai, ce qui lui donne une longévité de 10 mois, très longue durée de vie pour un imago.
Dans le sud de son aire, il pourrait avoir plusieurs générations.

### Plantes hôtes
Les plantes hôtes des chenilles sont des Urtica dont Urtica dioica gracilis et Humulus lupulus

## Écologie et distribution
Il est présent dans le nord et l'ouest de l'Amérique du Nord, au Canada du sud du Yukon et des Territoires du Nord-Est à tout l'ouest du Canada. Aux USA, il est présent dans tout l'ouest jusqu'en Californie, en Arizona et au Nouveau-Mexique en allant jusqu'au Montana, au Wyoming et au Colorado. Dans le nord, il se limite à la région des grands lacs (Minnesota et Wisconsin) et à de petits isolats dans l'Indiana et le Missouri,.

### Biotope
Le Polygone satyre réside dans les zones boisées.

### Protection
Pas de statut de protection particulier pour la forme nominale.